# Interim Fast Attack Vehicle
L'Interim Fast Attack Vehicle (IFAV) est un véhicule utilisé par les unités de Force Reconnaissance et les Marine Expeditionary Unit du corps des Marines des États-Unis.

## Histoire

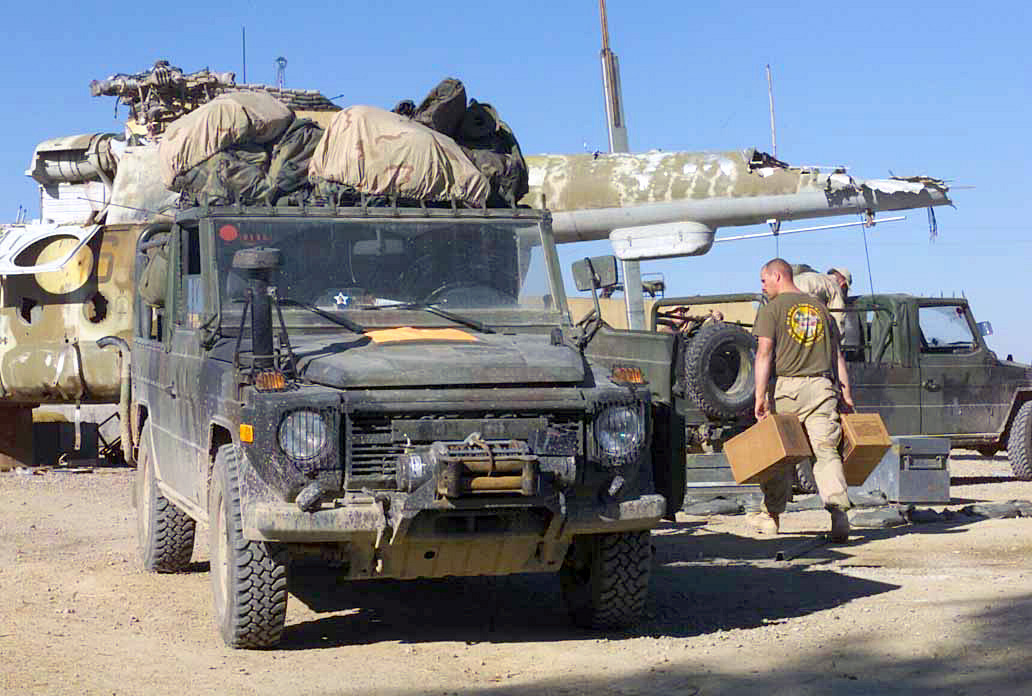
Des marines du 2nd Combat Engineer Battalion, Battalion Landing Team 3/6, 26th Marine Expeditionary Unit (Special Operations Capable) chargent leur Mercedes IFAV, en préparatif de leur relève par des soldats de la 101st Air Assault Division, à l'aéroport international de Kandahar en Afghanistan, pendant l'opération Enduring Freedom.

La Force Reconnaissance utilisait habituellement des Desert Patrol Vehicles (précédemment appelés Fast Attack Vehicles), les buggys noirs des sables rendus célèbres par les SEAL.
Cependant, ce véhicule manquait de charge utile et de puissance de feu. La forces de reconnaissance se tournèrent donc vers une version militarisée du 4x4 Mercedes Classe G 290 GDT à moteur Diesel, ce véhicule étant plus proche du style Jeep que son prédécesseur.
Ce véhicule a seulement un blindage minimal mais dispose d'un vaste éventail d'armes défensives, parmi lesquelles un lance-grenades automatique Mk.19 de 40 mm. Ce véhicule est fabriqué par Magna Steyr, en Autriche, pour le compte de Mercedes (Allemagne).

## Description
L'IFAV des Marines est une version modifiée du Mercedes-Benz Geländewagen 290. Il remplace les jeeps M151 MUTT, utilisées par les Marines comme véhicules d'attaque rapide (Fast Attack Vehicle (FAV)) dans les années 1990. Le corps des Marines a acquis 157 exemplaires de l'IFAV, répartis comme suit :
- Marine Expeditionary Force (MEF) Camp Pendleton, CA (33);
- MEF Camp Lejeune, NC (25);
- MEF sur Okinawa, Japon (27);
- 17th Force Recon, Afghanistan (22);
- 3rd Force Recon Bn, Iraq (23);
- 1st Provisional DMZ Police Company, Corée (15);
- affectations diverses (12).